# 미라형 변광성

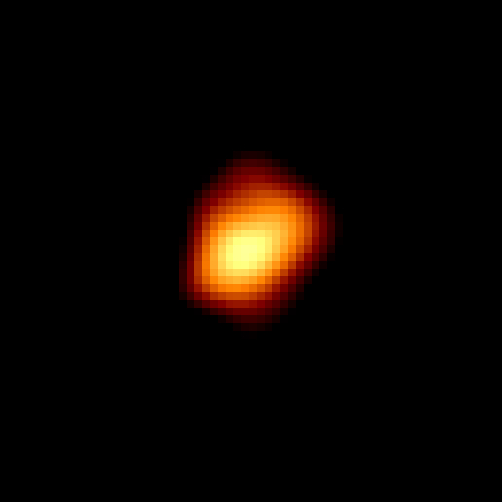
미라형 변광성의 원형 별인 미라. 둥근 모양이 아닌 불규칙한 형태를 하고 있다.

미라형 변광성은 매우 붉게 빛나며 100일 간격으로 밝기가 변화하는 맥동 변광성의 일종이다. 이름은 미라에서 따온 것이다. 미라형 변광성은 항성진화 단계에서 죽음 직전에 이른 별들로(점근거성가지 단계), 이들은 수백만 년 이내로 자신의 외부 가스층을 행성상 성운 형태로 우주 공간으로 날려 보낸 뒤 중심부에 극도로 압축된 백색 왜성만을 남길 것이다.
미라형 변광성의 질량은 커봤자 태양의 두 배가 되지 않지만 표면적이 크게 늘어났기 때문에 밝기는 수백 배에 이른다. 이들은 쭈그러들었다가 부풀어 오르는 양상을 반복하기 때문에 밝아졌다가 어두워졌다가를 반복한다. 수축과 팽창시 표면 온도와 반지름은 큰 폭으로 변하며 이로부터 밝기 역시 큰 폭으로 변하게 된다. 이처럼 수축 팽창을 반복하는 것을 맥동(脈動)이라고 표현하는데, 미라형 변광성의 맥동 주기는 그 별의 질량과 반지름의 함수이다. 초기 미라형 변광성의 모형에서는 이들은 둥그런 모양의 구체 상태를 유지한다고 설명하였다(이는 컴퓨터 모형에 따른 결과이다). 최근 IOTA 망원경으로 미라형 변광성들을 조사한 결과, 이들의 약 75퍼센트가 둥근 모양을 하고 있지 않음이 밝혀졌다. 이는 예전 미라형 변광성들을 개별적으로 찍은 사진의 모습과도 일치하는 결과이다.
대부분의 미라형 변광성들이 비슷한 맥동 주기와 구조를 보여주고 있지만 이들은 주계열성 시절 헤르츠스프룽-러셀 도표 위 서로 다른 위치에 있었던 존재들로, 나이, 질량, 화학적 조성, 맥동 형태 등에서 약간씩 다르다. 예를 들어 토끼자리 R의 스펙트럼에는 탄소가 강하게 검출되며 이는 항성 중심부에 있던 물질이 표면으로 이동했기 때문이다. 이런 물질들은 항성 주변을 감싸는 먼지 구조를 형성하며, 항성이 주기적으로 밝기가 변화하는 이유 중 하나가 된다. 일부 미라형 변광성들은 천체물리학적 메이저의 근원으로도 알려져 있다.
미라형 변광성들 중 일부는 시간이 지남에 따라 변광 주기가 바뀐다. 주기는 수십 년부터 수백 년 기간에 걸쳐 길어지거나 짧아질 수 있다(주기 변화량은 최대 3배에 이른다). 이 현상의 이유는 중심핵 근처 헬륨층이 주기적으로 뜨겁고 밀도가 높아져 핵융합이 진행되기 때문으로 보인다(이를 열펄스라고 부른다). 주기가 바뀌면서 별의 구조도 바뀌는데, 밝기 변화 주기가 바뀌는 것으로부터 이를 알 수 있다. 모든 미라형 변광성이 이와 같은 과정을 통과할 것으로 추측되지만 점근거성가지 위에 항성이 머무르는 시간은 수백만 년에 불과할 정도로 짧기 때문에, 미라형 변광성들 중에서 이러한 현상이 관측되는 별은 일부에 지나지 않는다(바다뱀자리 R이 후보이다). 다만 미라형 변광성 대부분은 비선형적(非線形的)인 변광 주기를 보여주는데, 이는 항성의 겉모습이 불규칙한 형태를 하고 있기 때문으로 보인다.
미라형 변광성은 겉보기 밝기가 크게 변하기 때문에 변광성에 관심 있는 아마추어 천문학자들에게 있어 좋은 관측 대상이다.

## 참고 문헌
1. ↑  First Surface-resolved Results with the IOTA Imaging Interferometer: Detection of Asymmetries in AGB stars 보관됨 2019-06-10 - 웨이백 머신, 2006
2. ↑  Optical aperture synthetic images of the photosphere and molecular atmosphere of Mira, 1992
3. ↑  Asymmetries in the atmosphere of Mira, 1991
4. ↑  Surface imaging of long-period variable stars, 1999
5. ↑  The evolution of the Mira variable R Hydrae

## 같이 보기
- 장주기 변광성
- 반주기 변광성